# Johann Theodor Schultz

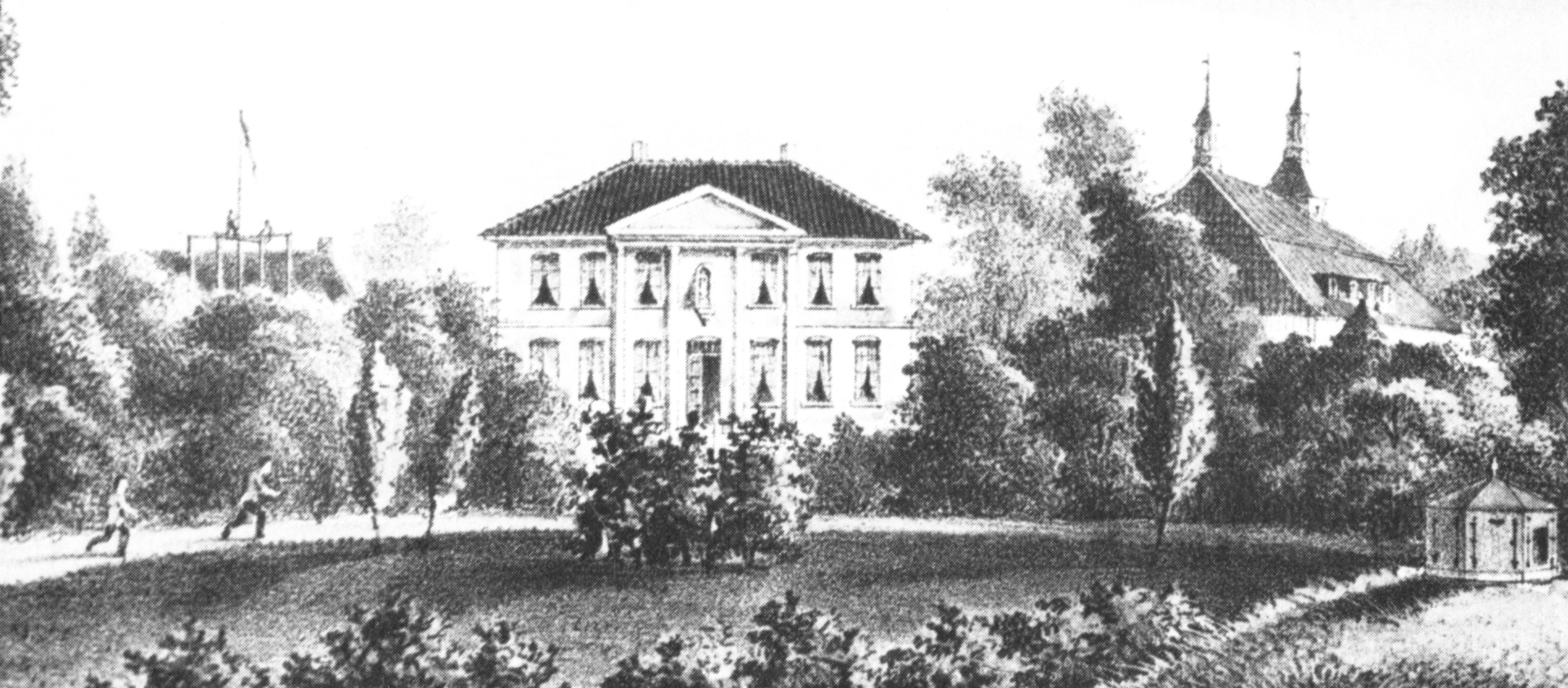
Schultz’ innerhalb eines großen Parks gelegene Schule, in der, wie das abgebildete Klettergerüst zeigt, der Turnsport eine große Rolle spielte

Johann Theodor Schultz (* 1817 in Marne; † 29. April 1893 in Uhlenhorst) war ein deutscher Kunstmaler und Pädagoge.

## Leben
Er wurde in Marne Holstein geboren und heiratete am 8. Dezember 1844 in Uetersen Anna Rathgen († 1903), eine Tochter des Joachim Oelkers, die zur Erziehung und Ausbildung von Gräfin Luise von Rantzau-Breitenburg im Kloster Uetersen aufgenommen wurde. Johann Theodor Schultz gründete in Uetersen die Internationale Höhere Lehr- und Erziehungs-Anstalt und Handelsschule am Pastorendamm, eine private Erziehungsanstalt für Knaben (Realgymnasium), in der Schultz als begnadeter Pädagoge durch einen für damalige Zeiten höchst ungewöhnlichen Lehrplan die Idee des Landerziehungsheimes vorwegnahm. Schultze unterrichtete sowohl Bauern- und Bürgersöhne aus Uetersen und den Holsteinischen Elbmarschen, sowie auch den männlichen Nachwuchs von Hamburger Kaufleuten und aus Übersee, wohin auch der gute Ruf dieser Internatsschule von der Hansestadt aus gedrungen war.

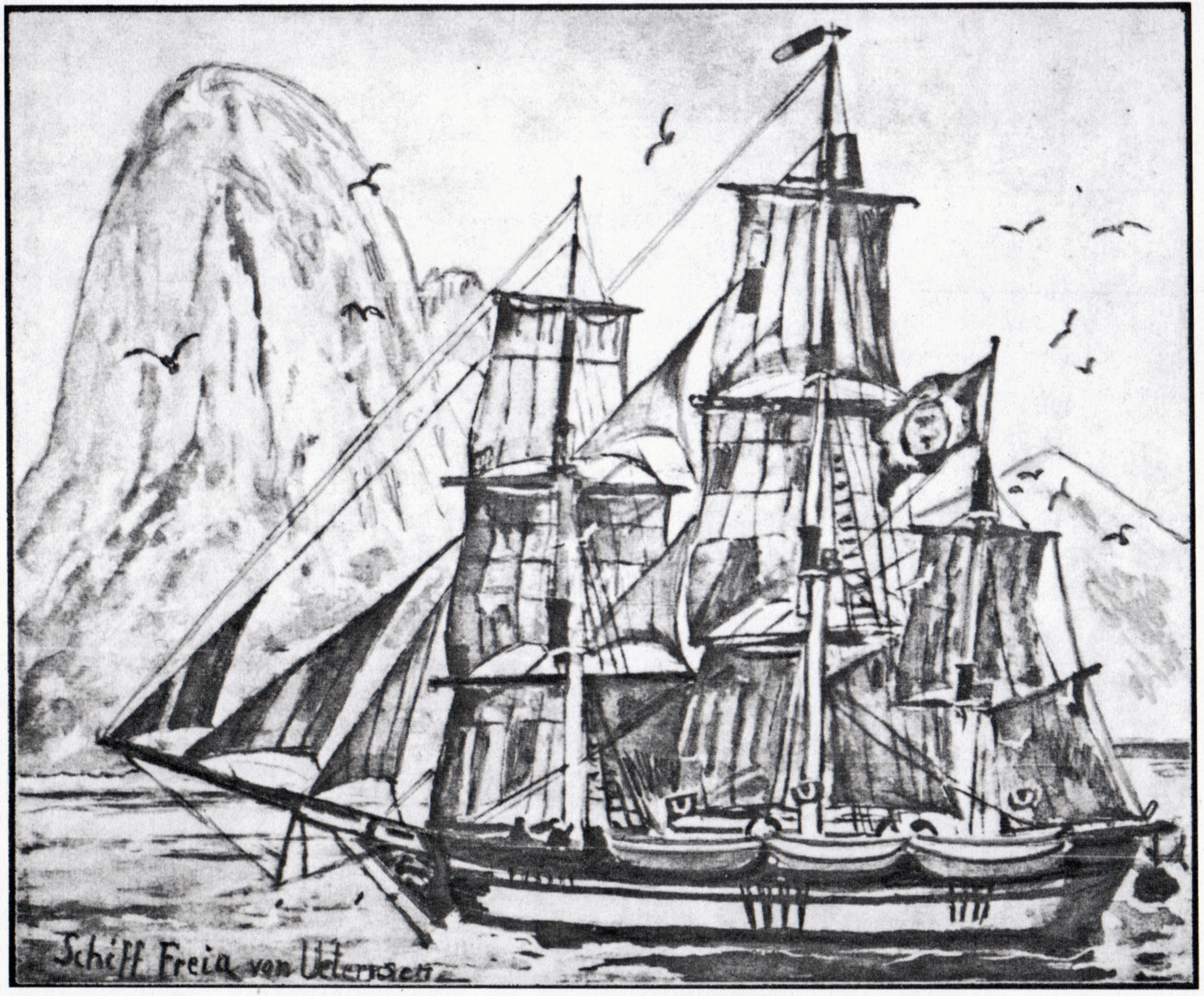
Der Uetersener Walfischfänger „Freya“ vor der Grönlandinsel „Jan Mayen“, Aquarell von Johann Theodor Schultz aus dem Jahr 1854

Johann Theodor Schultz galt als ein sehr von sich eingenommener Mensch, der stets nach „was Höherem“ strebte und sich auch so benahm. Er versuchte in Uetersen den Ton anzugeben und wurde von den älteren Damen des Klosters unterstützt, die als Beigeordnete in der Ratsversammlung des Uetersener Rathauses saßen. Sein größter Widersacher war der Uetersener Bürgermeister Heinrich Meßtorff, der ihn wieder auf „den Boden der Tatsachen“ brachte.
Schultz verkaufte daraufhin das Lehrinstitut an den Lehrer Heinrich Drews, den Vater von Arthur Drews, und wurde Kunstmaler. Aber Drews behielt das „Knabeninstitut“ nur einige Jahre und verkaufte es an den Pädagogen und Theologen August Ramm, der dann der Privatschule zu einem noch höheren Ansehen verhalf. Das Gebäude stand im 19. Jahrhundert mehrfach im Mittelpunkt des öffentlichen Interesses und bestand aus zwei zusammenhängenden Gebäudeteilen, die Ende des 20. Jahrhunderts zu Wohnhäusern umgebaut und getrennt wurden.
Als Kunstmaler malte er sogenannte „Anschauungsbilder für höhere Schulen“ und war als Landschafts- und Porträtmaler aktiv. Jahre später machte er sich einem Namen als Kunstkritiker beim Hamburgischen Correspondenten. Schultz war Mitglied im Hamburger Künstlerverein von 1832.